# صموئيل باتن
صموئيل باتن (بالإنجليزية: Samuel Patten)‏ هو مجدف أسترالي، ولد في 23 مايو 1963 في ملبورن في أستراليا.

## وصلات خارجية
- صموئيل باتن على موقع الاتحاد الدولي للتجديف (الإنجليزية)
- صموئيل باتن على موقع أوليمبيديا (الإنجليزية)